# 1040
 Năm 1040 là một năm trong lịch Julius. 

## Sinh
- El Cid